# Aldabry
Aldabry jsou souostroví čtyř ostrovů v Indickém oceánu přibližně 360 kilometrů severně od Madagaskaru. Patří do Vnějších Seychel. Jedná se o atoly Aldabra a Cosmoledo a ostrovy Assomption a Astove.
Jejich celková plocha je 175,91 čtverečních kilometrů a jsou v podstatě neobydlené. Na Aldabře funguje vědecká stanice a na Assomptionu je vzletová a přistávací dráha a další zázemí z doby těžby guána. Seychely v roce 2015 souhlasily s pronájmem Assomptionu Indii, oficiálně pro turistiku, ale spekuluje se i o zpravodajském využití.